# 十二諸侯年表
十二諸侯年表（じゅうにしょこうねんぴょう）は、司馬遷の『史記』の十四巻で、十三巻の第一表「三代世表」と十五巻の第三表「六国年表」との間にある、西周の共和元年（前841年）から東周の敬王四十三年（前477年）までの周王朝と、魯・斉・晋・秦・楚・宋・衛・陳・蔡・曹・鄭・燕・呉の十三諸侯の年表である。

## 名称をめぐる論争
十二諸侯年表には、周を除くと十三の諸侯国が記載されているが、年表は「十二諸侯」という名前で、どの諸侯国を除いたのかについて、呉説、秦説、魯説などの異なる学説がある。
呉説によると、十二諸侯には呉が含まれておらず、呉が四夷であり、この時期の末期に台頭したため、司馬遷はこれを除いて十二諸侯としたとする。秦説によると、後に国を統一した秦は特殊な地位にあったため、十二諸侯には秦を含まなかったとする。魯説によると、十二諸侯には魯が含まれておらず、年表で魯は周の次に位置しているため、十三諸侯の筆頭とされているが、これは「春秋」を作った魯の孔子を独尊するためとする。

## 年表収録諸侯
以下、年表順(周を除く)：
| 国名 | 国姓 | 建国時期 | 滅亡時期 | 建国君主 | 建国君主の出自       | 滅ぼした国 | 史記出典       | 爵位 |
| ---- | ---- | -------- | -------- | -------- | -------------------- | ---------- | -------------- | ---- |
| 魯   | 姫姓 | B1043    | B256     | 魯伯禽   | 周武王四弟周公旦の子 | 楚         | 「魯周公世家」 | 公爵 |
| 斉   | 姜姓 | B1045    | B386     | 呂尚     | 克殷の功臣           | 田斉       | 「斉太公世家」 | 侯爵 |
| 晋   | 姫姓 | B1033    | B376     | 唐叔虞   | 周武王の三子         | 韓、趙、魏 | 「晋世家」     | 侯爵 |
| 秦   | 嬴姓 | B900     | B207     | 秦非子   | 悪来の五世孫         | 西楚       | 「秦本紀」     | 伯爵 |
| 楚   | 羋姓 | B1042    | B223     | 楚熊繹   | 帝顓頊の後裔         | 秦         | 「楚世家」     | 子爵 |
| 宋   | 子姓 | ？       | B286     | 宋微子   | 商帝辛の庶兄         | 田斉       | 「宋微子世家」 | 公爵 |
| 衛   | 姫姓 | ？       | B209     | 衛康叔   | 周武王の少弟         | 秦         | 「衛康叔世家」 | 侯爵 |
| 陳   | 嬀姓 | B1045    | B478     | 陳胡公   | 帝舜の後裔           | 楚         | 「陳杞世家」   | 侯爵 |
| 蔡   | 姫姓 | B1045    | B447     | 蔡叔度   | 周武王の五弟         | 楚         | 「管蔡世家」   | 侯爵 |
| 曹   | 姫姓 | B1045    | B487     | 曹叔振鐸 | 周武王の少弟         | 宋         | 「管蔡世家」   | 伯爵 |
| 鄭   | 姫姓 | B806     | B375     | 鄭桓公   | 周宣王の弟           | 韓         | 「鄭世家」     | 伯爵 |
| 燕   | 姫姓 | B1045    | B222     | 燕侯克   | 周武王族人召公奭の子 | 秦         | 「燕召公世家」 | 侯爵 |
| 呉   | 姫姓 | 西周初年 | B473     | 呉太伯   | 周太王の長子         | 越         | 「呉太伯世家」 | 伯爵 |